# Entente Franconville Césame Val-d'Oise
L'Entente Franconville Césame Val d'Oise est un club d'athlétisme issus du rapprochement du club de Franconville et du Césame 95.
Le club remporte en 2011 le titre de Champion de France interclubs Elite détrônant le CA Montreuil 93, tenant du titre depuis 14 ans. Il perd néanmoins ce titre l'année suivante contre ce même CA Montreuil pour un point.
En 2013, l'Entente remporte son 2e titre de champion de France en 4 ans devant le CA Montreuil et prend une belle revanche sur la défaite de l'année dernière.
En 2014, l'Entente remporte de nouveau le titre de champion de France lors des championnats de France Interclubs Elite à Aix-les-Bains.

## Histoire

### Débuts rapides et prometteurs
L'EFCVO est issue du regroupement de 4 clubs d'athlétisme du Val-d'Oise :
- le Franconville Athlétisme Val d’Oise (FAVO)
- l'Athlétique Club Saint-Gratien Sannois (ACSGS)
- l'Union Sportive Deuil Enghien Montmorency (USDEM)
- le Club Sportif Municipal d’Eaubonne (CSME).

L’EFCVO est rapidement devenu l'un des meilleurs clubs français d'athlétisme. Lors de la 1re saison de ce nouveau club, les résultats étaient déjà très prometteurs. En effet, aux interclubs jeunes (compétition regroupant les meilleurs clubs d’athlétisme de France) qui se sont déroulés en octobre 2009, l’EFCVO est monté sur 3 podiums (sur les 4 possibles) dont un titre. Lors des Interclubs estival 2010, compétitions regroupant les 8 meilleurs clubs français, l’Entente termine à la deuxième place derrière le CA Montreuil, club rival qui règne sur l’athlétisme français depuis 14 ans.
L'équipe 2 (la réserve) termine 1re des championnats de N2. Mais en 2011 et pour seulement la 2e saison après la création de ce club, l’EFCVO est devenu le 1er club d’athlétisme de France. Ce résultat a été acquis au classement par points des performances du club, mais également par la victoire lors des Interclubs (compétition regroupant les meilleurs clubs de France). L'EFCVO est toutefois battu l'année suivante 2012.
Le projet de l’entente entre les deux meilleurs clubs d’athlétisme du Val-d’Oise ne date pas d’hier. À l’issue des négociations et surtout avec l’accord des municipalités, l’Entente Franconville Cesame Val d’Oise est née. Cette entente permet d’une part de réunir les meilleurs compétiteurs et d’autre part de construire les meilleures équipes dans toutes les catégories et de former au mieux à la pratique de l’athlétisme. Un premier rapprochement a été opéré en vain en 1993 ; les deux clubs (EAFP et le Cesame) ont refusé la création d’un gros club. Cela était en partie dû aux zones d’ombre que laissait entrevoir le projet. À l’époque, les dirigeants ne voyaient pas les bénéfices que pouvait apporter l’entente à leur clubs respectifs. Avant 2010, les municipalités étaient fortement contre le projet. Lors de la saison 2006-2007, le club de Franconville s’était d’ailleurs attaché au club d’Ermont. Mais à cause de différents politiques, la fusion n’a tenu que deux ans.
Les municipalités ont joué et jouent toujours un rôle important dans le bon fonctionnement de l’entente. L’entente est dirigée par un comité d’administration composé de 22 membres.

## Athlètes internationaux
- Guy-Elphège Anouman ( France)
- Habiba Ghribi ( Tunisie)
- Jessica Cérival ( France)
- Mickael Hanany ( France)
- Jennifer Lozano ( France)
- Kévin Menaldo ( France)
- Yoann Rapinier ( France)
- Amy Mbacke Thiam ( Sénégal)
- Justine Fedronic ( France)
- Harold Correa ( France)
- Gautier Dautremer